# 通布斯足球俱樂部
通布斯足球俱樂部, 通稱為通布斯，為巴西米拉斯吉拉斯州通布斯當地的地方球會。目前參加巴西足球乙级联赛。

## 球會歷史
通布斯足球俱樂部最早成立於1914年9月14日。
通布斯足球俱樂部於2002年以及2006年贏得了巴西米內羅甲級聯賽冠軍。
2014年，通布斯足球俱樂部在贏得了巴西足球丁級聯賽後，升級至巴西足球丙級聯賽，這是該俱樂部的第一個全國冠軍。

## 球會榮譽
- 巴西足球丁級聯賽:
  - 冠軍(1次): 2014

- 巴西米內羅甲級聯賽:
  - 冠軍(2次): 2002, 2006

## 資料來源
1. ↑  Rodolfo Rodrigues. . Panda Books. 2009: 58.
2. ↑  Jogos do Segunda Divisão 2006 - Final 的存檔，存档日期2008-10-12.